# Мирела Сула
Мирела Сула (на албански: Mirela Sula) е албанска журналистка, психолог и защитник на правата на жените.

## Биография
Родена е през 1975 година в Северна Албания. Членува в организацията „Интелигентна жена“ в град Пука.
През 2000 година се установява в Тирана. Работи като журналист в „Модерна жена“, първото специализирано списание за жени след падането на комунистическия режим в страната. Изнася лекции в Тиранския университет. Основава „Психологии“, първото албанско списание на тази тема. За най-големия албански ежедневник „Панорама“ поддържа притурката „Аз, жената“. Основател е на Албанския център за позитивна психология.
Премества се в Лондон, където основава списанието „Албанска жена“ през 2013 година.
Автор е на книги. Нейната книга „Don't Let Your Mind Go“ е публикувана в САЩ.